# Olios lutescens
Olios lutescens är en spindelart som först beskrevs av Tord Tamerlan Teodor Thorell 1894.  Olios lutescens ingår i släktet Olios och familjen jättekrabbspindlar. Inga underarter finns listade i Catalogue of Life.